# Квантна информатика
Квантна информатика је научна дисциплина која је настала крајем 20. века на пресеку квантне механике, теорије алгоритама и теорије информација. У квантној информатици се проучавају општи принципи и закони који управљају динамиком сложених квантних система . Модел таквих система је квантни рачунар.
Квантна информатика укључује питања квантног рачунарства и квантних алгоритама, физику квантних рачунара, квантну криптографију и квантну теорију информација, која се директно тиче основа квантне теорије, посебно проблем мерења и описа декохеренције. Најважнији физички феномен који се проучава у квантној информатици су испреплетена квантна стања и њихова нелокална својства квантне физике многих тела.
Основни концепт класичне теорије информација је бит који узима вредности 0 или 1. Квантне информације су представљене у кубитима (енг. Куантум бит). Кубити могу бити у стању које је суперпозиција 0 и 1. Неколико кубита може бити у заплетеном стању.

## Најважније примене квантне информатике
Квантна криптографија - ова дисциплина је еволуирала до нивоа комерцијалних криптографских система, који се активно користе за обезбеђивање тајности преноса информација; 
технологије испреплетених стања - поуздана производња, провера и проучавање својстава заплетених стања до десетак честица (фотони, стања наелектрисања електрона и Куперових парова, спинови електрона и језгра); постоје посебне апликације у радним уређајима. Радни прототипови квантног рачунара (нискокубитни - до 10 кубита - квантни процесори).
Рачунарско моделовање многих система честица је најмање развијен одељак, укључује хипотетички симулатор хемије и моделирање сложених система на квантном нивоу, на пример, рачунски модел квантног процесора са декохеренцијом; док се моделирање врши само уз употребу класичних симулатора квантног рачунара и са великом паралелизацијом, постоје неки озбиљни резултати, на пример, решење квантног проблема са три тела.